# Тихопільська сільська рада
Тихопі́льська сільська́ ра́да — адміністративно-територіальна одиниця та орган місцевого самоврядування в Лозівському районі Харківської області. Адміністративний центр — село Тихопілля.

## Загальні відомості
Тихопільська сільська рада утворена в 1991 році.
- Територія ради: 41,876 км²
- Населення ради: 572 особи (станом на 2001 рік)
- Територією ради протікає річка Бритай.

## Населені пункти
Сільській раді підпорядковані населені пункти:
- с. Тихопілля
- с. Благодатне
- с. Лиман
- с. Нова Мечебилівка

## Склад ради
Рада складається з 12 депутатів та голови.
- Голова ради: Матвєєв Микола Петрович
- Секретар ради: Мамай Любов Юліївна

### Керівний склад попередніх скликань
| Прізвище, ім'я, по батькові | Основні відомості                                                                       | Дата обрання | Дата звільнення |
| --------------------------- | --------------------------------------------------------------------------------------- | ------------ | --------------- |
| Матвєєв Микола Петрович     | Сільський голова, 1953 року народження, освіта середня спеціальна, член Народної партії | 26.03.2006   | 31.10.2010      |
| Матвєєв Микола Петрович     | Сільський голова, 1953 року народження, освіта середня спеціальна, член Народної партії | 31.10.2010   |                 |

Примітка: таблиця складена за даними сайту Верховної Ради України

### Депутати
За результатами місцевих виборів 2010 року депутатами ради стали:

#### За суб'єктами висування
| Суб'єкт висування           | Кількість обраних депутатів | %    |
| --------------------------- | --------------------------- | ---- |
| Партія регіонів             | 10                          | 83,3 |
| Комуністична партія України | 1                           | 8,3  |
| Самовисування               | 1                           | 8,3  |

#### За округами
| № округу                    | Прізвище, ім'я, по батькові    | Дата визнання обраним | Освіта             | Партійна приналежність | Відомості про обраного депутата                |
| --------------------------- | ------------------------------ | --------------------- | ------------------ | ---------------------- | ---------------------------------------------- |
| Комуністична партія України |                                |                       |                    |                        |                                                |
| 5                           | Куштим Віктор Андрійович       | 02.11.2010            | середня спеціальна | позапартійний          | ПОСП «Прогрес», завгар                         |
| Партія регіонів             |                                |                       |                    |                        |                                                |
| 1                           | Мамай Любов Юліївна            | 02.11.2010            | вища               | позапартійна           | Тихопільська загальноосвітня школа, вчитель    |
| 2                           | Яковенко Валентина Антонівна   | 02.11.2010            | середня спеціальна | позапартійна           | Тихопільський ДНЗ, вихователь                  |
| 3                           | Лаптєва Людмила Григорівна     | 02.11.2010            | середня спеціальна | позапартійна           | приватний підприємець                          |
| 4                           | Куштим Ніна Іванівна           | 02.11.2010            | середня спеціальна | позапартійна           | пенсіонер                                      |
| 6                           | Кочерга Людмила Вікторівна     | 02.11.2010            | середня спеціальна | позапартійна           | ПОСП «Прогрес», голова профкому                |
| 8                           | Лаптєва Наталія Іванівна       | 04.11.2012            | вища               | член Партії регіонів   | Тихопільська сільська рада, секретар виконкому |
| 9                           | Капля Валентина Вікторівна     | 02.11.2010            | середня спеціальна | позапартійна           | ПОСП «Прогрес», головний бухгалтер             |
| 10                          | Гома Наталія Василівна         | 02.11.2010            | середня спеціальна | позапартійна           | Тихопільська загальноосвітня школа, вчитель    |
| 11                          | Лаптєва Катерина Олександрівна | 02.11.2010            | вища               | позапартійна           | ПОСП «Прогрес», головний економіст             |
| 12                          | Гомонюк Володимир Адамович     | 02.11.2010            | середня спеціальна | позапартійний          | ПОСП «Прогрес», головний інженер               |
| Самовисування               |                                |                       |                    |                        |                                                |
| 7                           | Ханіньов Андрій Ігорович       | 02.11.2010            | вища               | позапартійний          | тимчасово не працює                            |